# 波蘭—烏克蘭邊界

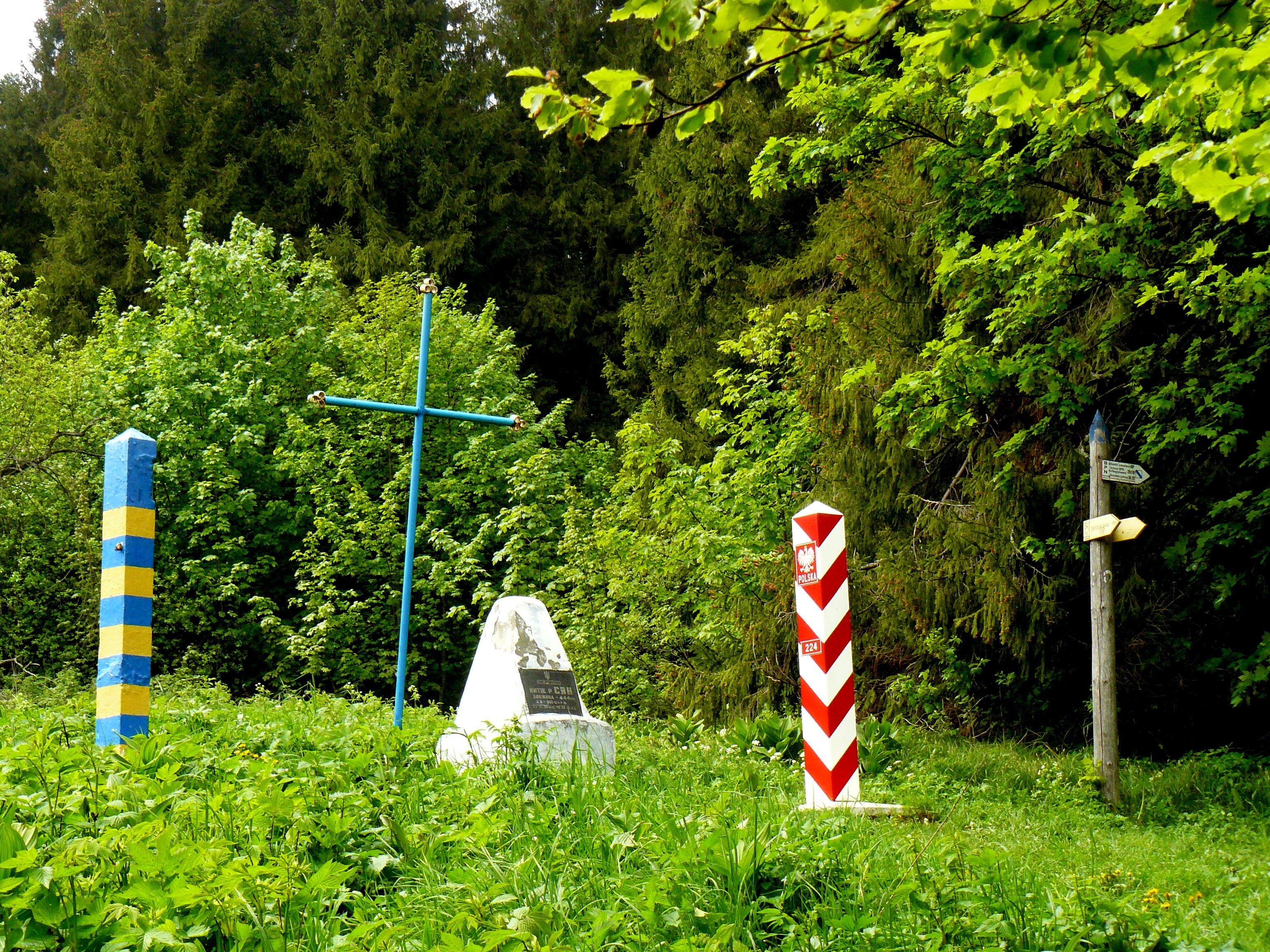
波兰－乌克兰边境樹立著兩國的界標，藍黃相間為烏克蘭、白紅相間為波蘭，中間白色碑為實際的國界碑

波兰的國界，其中黄色為波蘭-烏克蘭邊界，長529公里

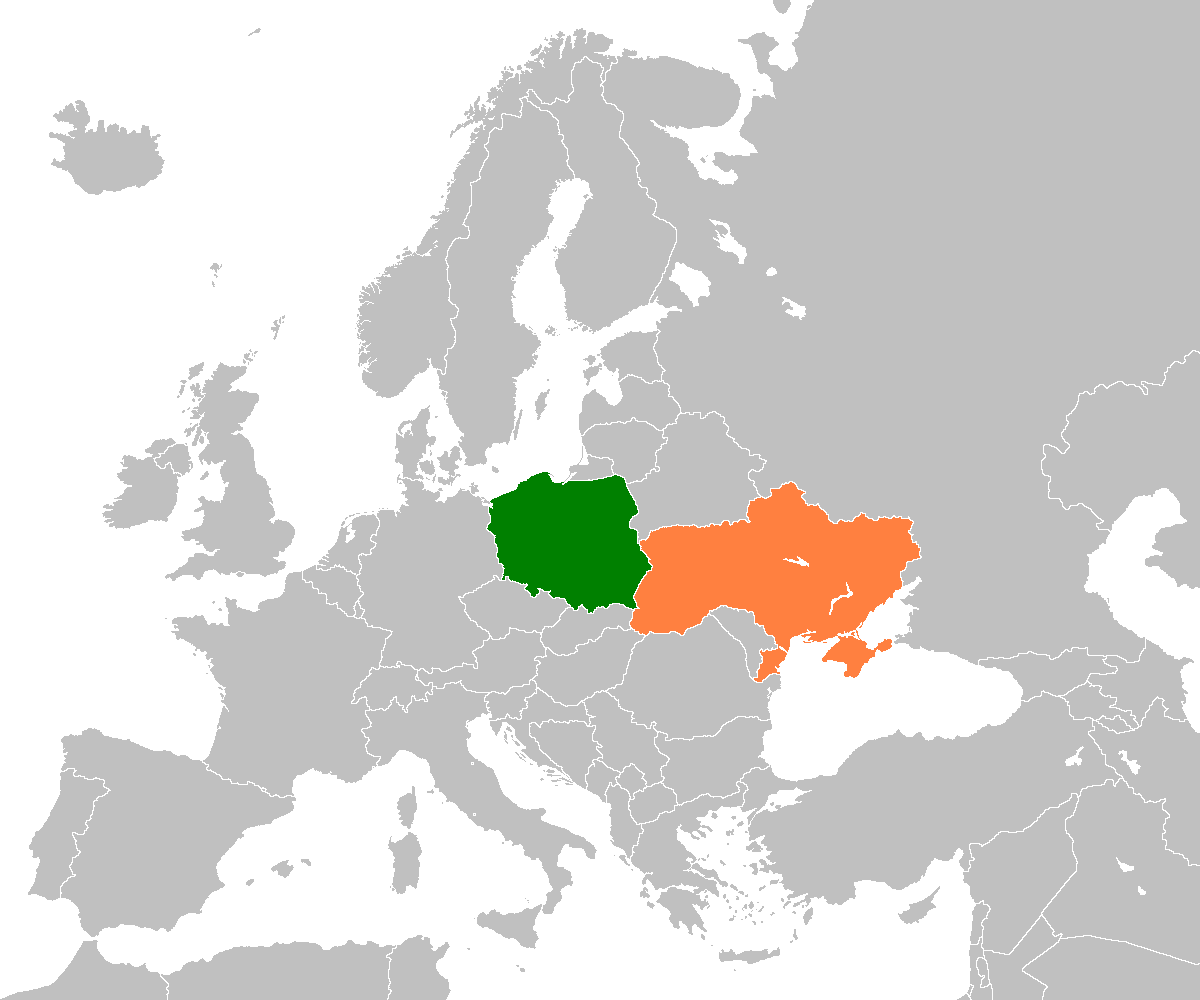
波兰和乌克兰

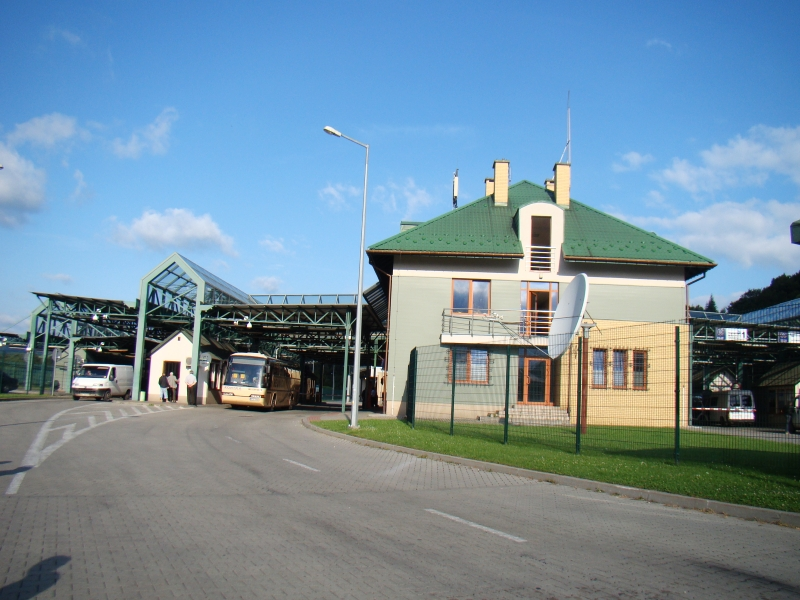
边境检查站

波兰—乌克兰边界是波兰和乌克兰之间的国界。它全长535（332英里）或529（329英里）。边境戒备森严，因为許多货物和非法移民都從波蘭-烏克蘭邊界进入欧盟。大约有800万人生活在波烏邊界地區。

## 历史
苏联解体後，波苏边界变为波兰－俄罗斯邊界、立陶宛－波蘭邊界、白俄罗斯–波兰边境和波兰－乌克兰边界。波兰和乌克兰于1992年5月18日确认了兩國边界。它是波兰东部最长的边界。与苏联时代相比，边界变得更加开放，尽管蘇聯解體之前波蘭是东方集团的一部分，但兩國的人民要是想跨越过境其實是非常困难的一件事。随着边境对大众交通开放，通過波兰－乌克兰边境的人数自1990年以来开始稳步上升，在2000年代左右稳定下来。1990年代，每年约有300万乌克兰人越过边境。2001年大约有1200万人过境。
随着波兰于2004年加入欧盟，该边界已成为欧盟的外部边界之一。由于它是申根区的入境点，因此自2003年10月起，波兰要求乌克兰公民必須持有签证才能入境。在2003年10月至2004年9月期间，波兰当局向乌克兰人发放了大约620,000份签证。2006年，当时有近2000万人次穿過邊境。2008年波兰和乌克兰通过了邊境管制政策（2009年实施）。2009年，大约有1200万人穿越了波兰－乌克兰边境。
2017年6月11日，欧洲联盟签证政策有所修改。持有生物特徵護照的乌克兰公民不再需要签证就能进入申根区，而且在180天的期限內最多可以逗留90天。
2022年2月24日，俄羅斯入侵烏克蘭，大批烏克蘭國民與外國人從邊界進入波蘭避難，北約等國援助烏克蘭的武器、物資也大多取道波蘭運進烏克蘭。國家元首及政府要員基於維安無法乘坐飛機，改為取道波蘭搭乘火車進出烏克蘭，例如2022年烏克蘭總統澤倫斯基訪美及2023年美國總統拜登訪問烏克蘭。同年11月15日，两枚来源不明的导弹击中位于边境的普热沃杜夫村，造成2人死亡。经北約初步調查後認定，此次事件是烏克蘭發射導彈攔截俄羅斯導彈時，意外墜落波蘭領土。
因不满欧盟从2022年开始放宽对乌克兰运输企业的限制，2023年11月6日起，波兰卡车司机开始封堵了波兰与乌克兰边境的三个主要过境点。

## 備注
1. ↑  来源有所不同